# Via Lettone
Via Lettone (in lettone: Latvijas Ceļš - LC) è stato un partito politico attivo in Lettonia dal 1993 al 2007.
A seguito della fusione con il Primo Partito di Lettonia, ha costituito un nuovo soggetto politico, Primo Partito di Lettonia - Via Lettone.